# Stetsonville
Stetsonville – wieś w Stanach Zjednoczonych, w stanie Wisconsin, w hrabstwie Taylor.